# Mustafa Demirhan
Mustafa Demirhan (* 26. März 1996 in Giresun) ist ein türkischer Fußballspieler.

## Karriere
Demirhan begann mit dem Vereinsfußball in der Jugend von Giresunspor, dem bekanntesten und erfolgreichsten Sportverein seiner Heimatstadt Giresun.
In der Hinrunde der Saison 2014/15 wurde er erst am Training der Profimannschaft beteiligt und gab schließlich am 23. Mai 2015 in der Ligabegegnung gegen Manisaspor sein Profidebüt. Im November 2014 hatte er von seinem Klub auch einen Profivertrag erhalten.
Für die Rückrunde der Saison 2015/16 wurde er an Arsinspor ausgeliehen.